# Canary Wharf

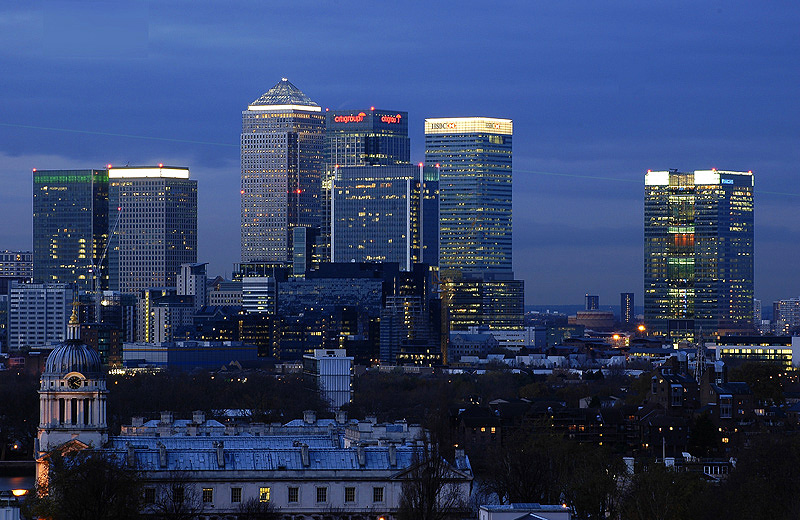

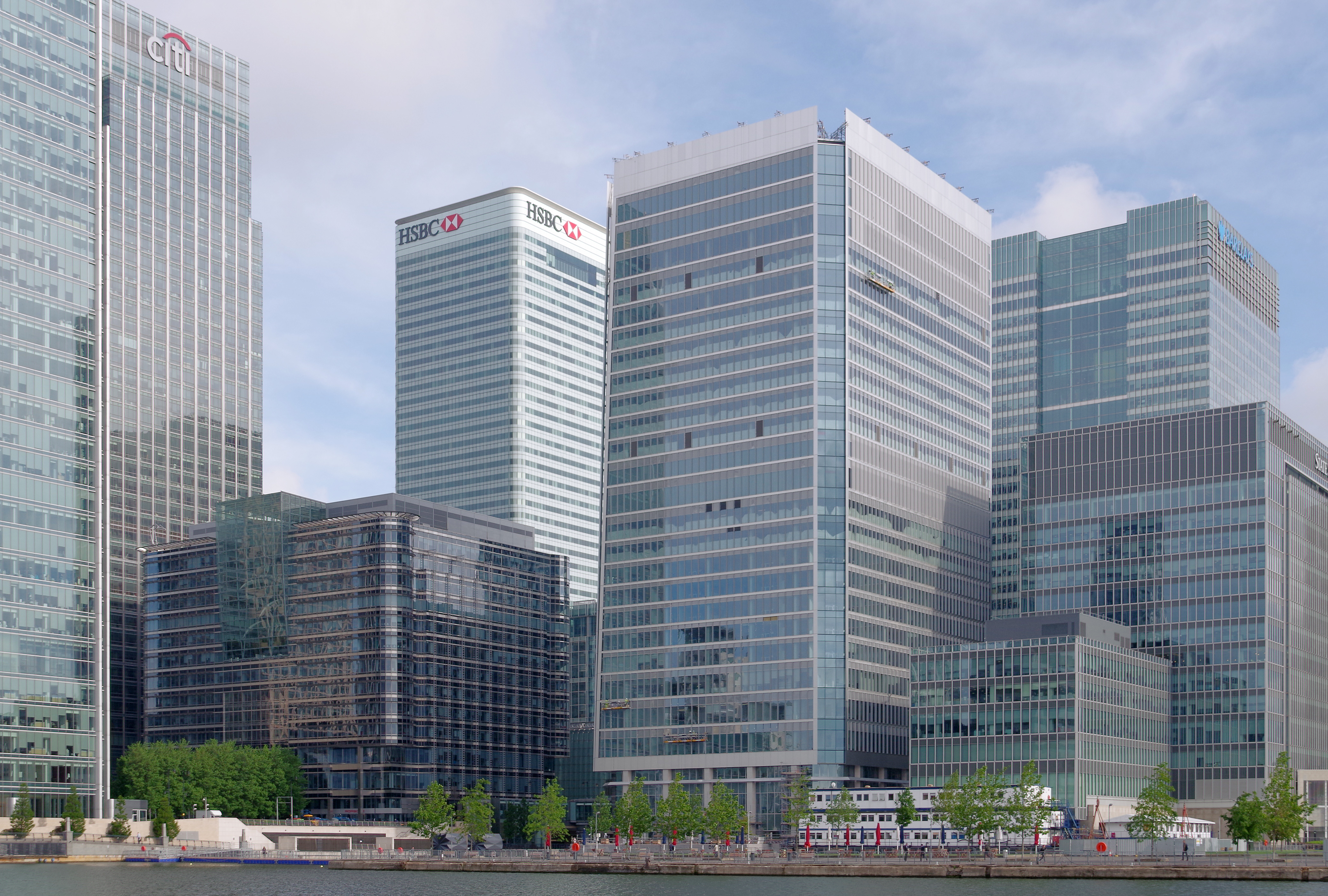

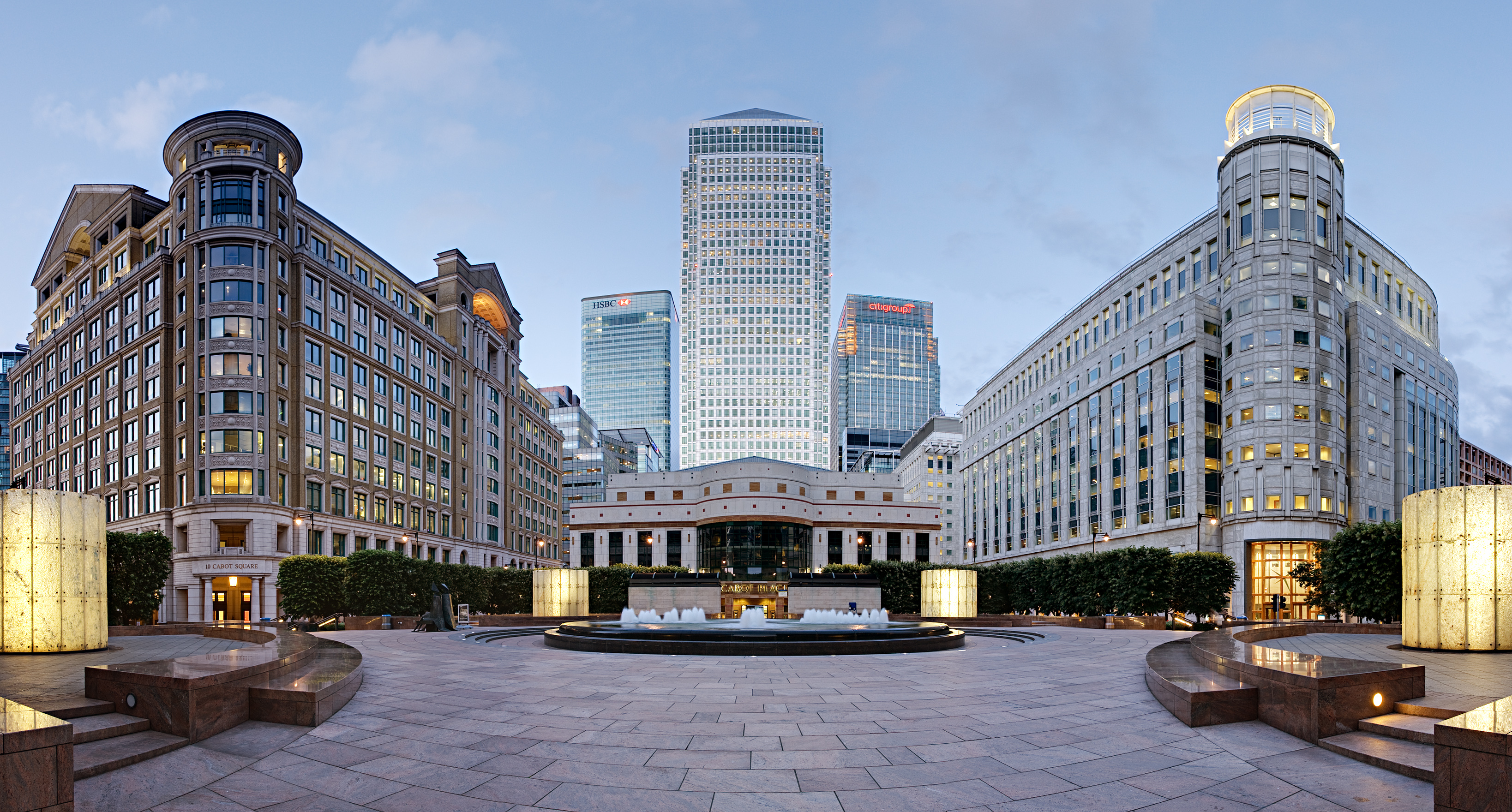
Cei mai înalți trei zgârie-nori din Canary Wharf văzuți dinspre Cabot Square: 8-Canada Tower (centru-stânga), One Canada Tower (cea mai înaltă clădire din Londra, centru) și Citigroup Centre (centru-dreapta)

Canary Wharf este un district faimos din Londra. Alături de City of London, este unul dintre cele două centre financiare principale ale Londrei. În Canary Wharf se găsesc primele trei dintre cele mai înalte clădiri din întreaga Anglie. Aici se află birourile centrale ale multor companii și organizații internaționale, precum Barclays, Citigroup, Clifford Chance, Credit Suisse, HSBC, KPMG, MetLife, Skadden, State Street și Thomson Reuters.
Peste 105.000 persoane lucrează în Canary Wharf, număr ce se va dubla în urmatorii zece ani. Venitul mediu al angajaților din Canary Wharf este de 100.000 lire sterline (engleză: pound sau pound sterling).
În total sunt aproximativ 1,5 milioane metri pătrați spații de birouri de cea mai înaltă calitate, din care 730.000 aparțin Canary Wharf Group.
Românul Sir George Iacobescu, cetățean canadian născut în 1945 (București), emigrat din România în perioada comunistă, este președintele și directorul general (în engleză: chief executive officer) al Canary Wharf Group .
Districtul se află pe o peninsulă numită „Insula câinilor” (Isle of Dogs, în engleză). Aeroportul Londra City  se află foarte aproape de Canary Wharf.

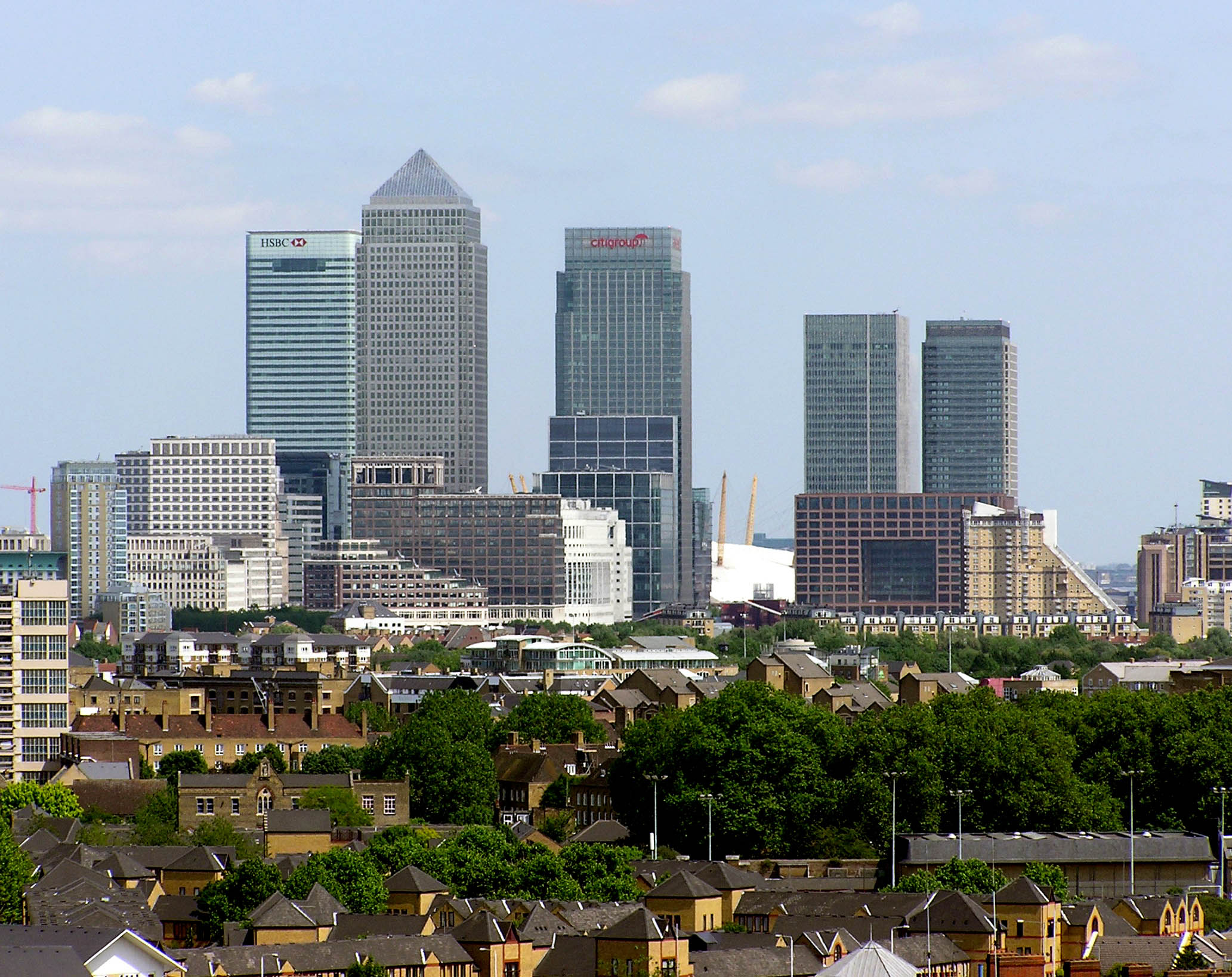

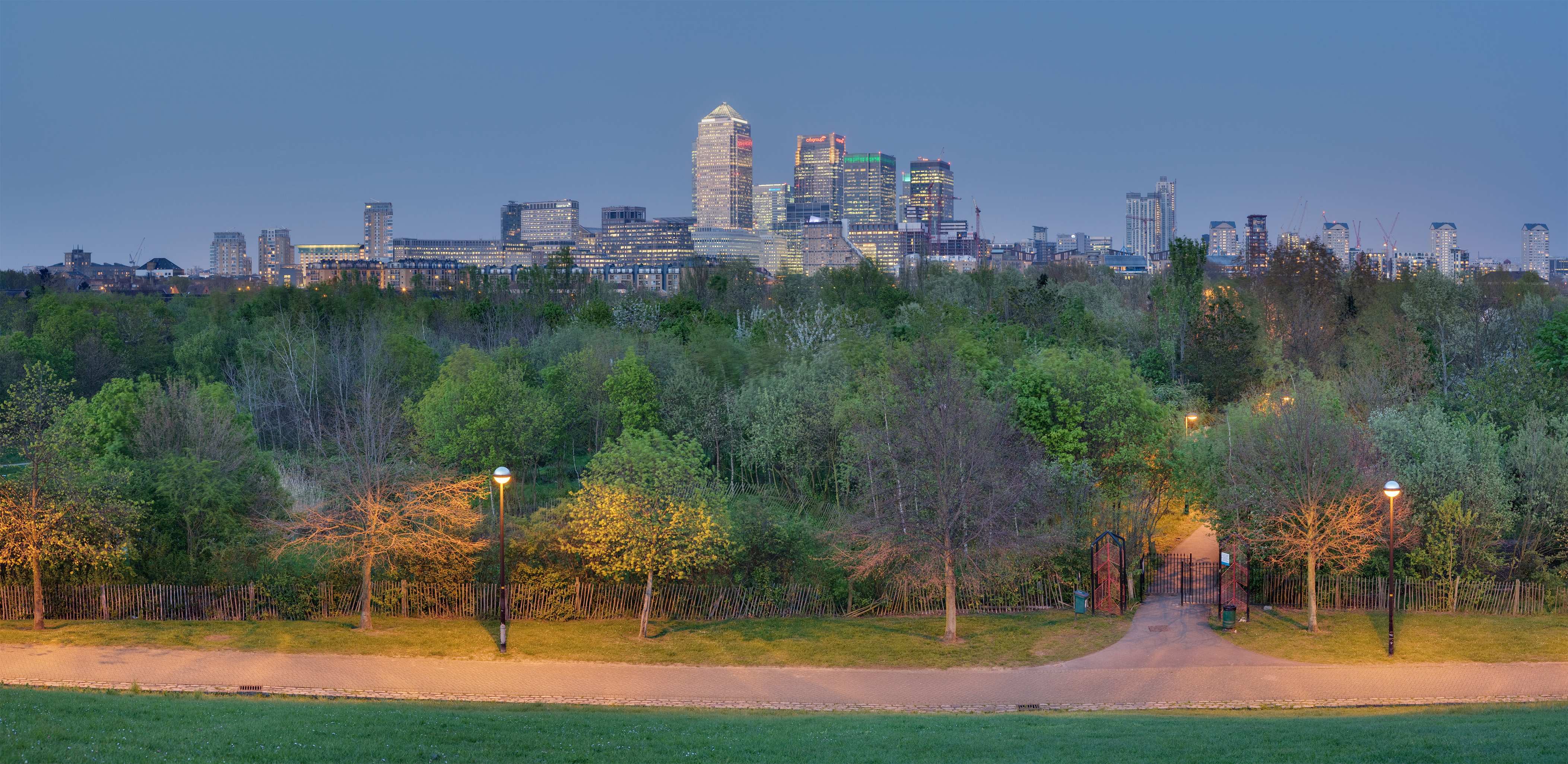

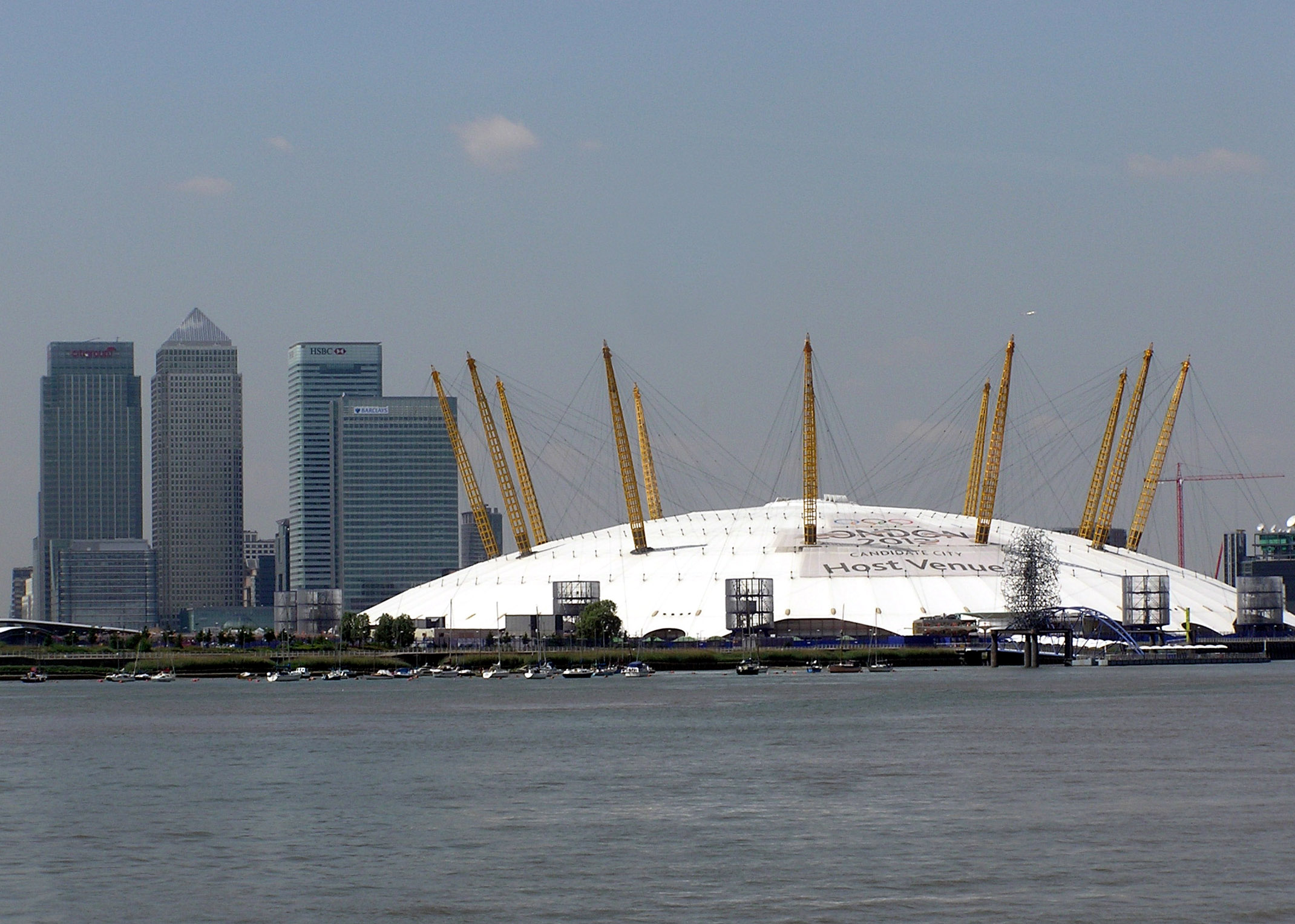

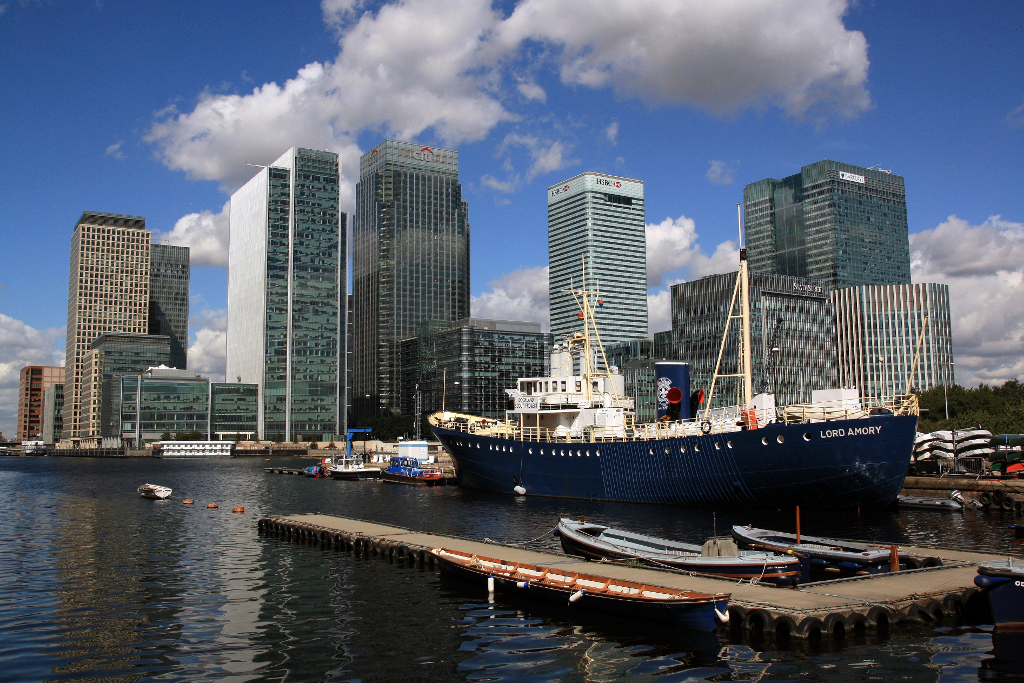

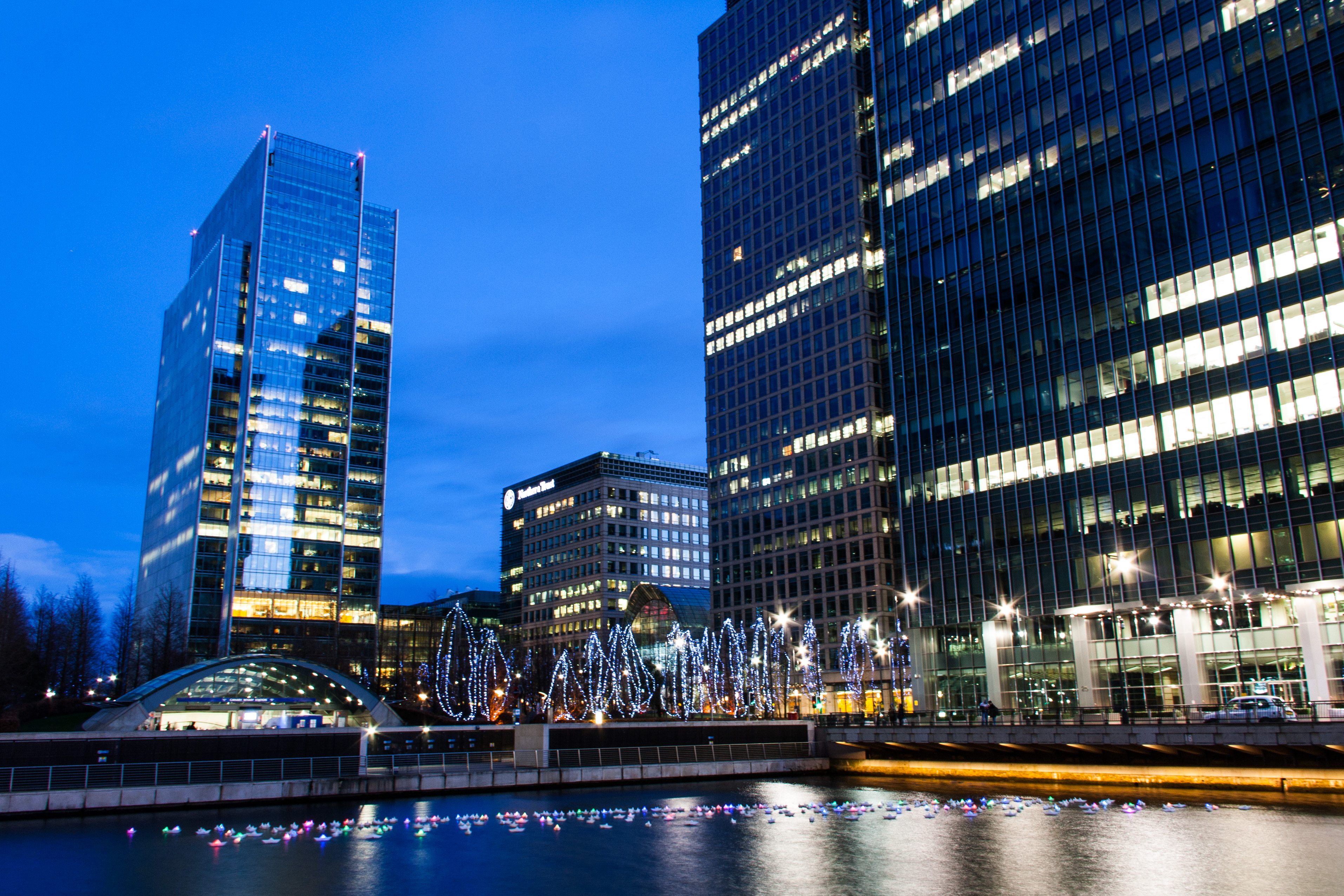